# Mistrzostwa Świata eSailing
Mistrzostwa Świata eSailing (ang. eSailing World Championship) – coroczne zawody esportowe, które po raz pierwszy odbyły się w roku 2018 i zostały uznane przez World Sailing (Międzynarodową Federację Żeglarską).
| Rok  | Lokalizacja | 1 miejsce                              | 2 miejsce                     | 3 miejsce                        | Typ rozgrywek        |             |
| ---- | ----------- | -------------------------------------- | ----------------------------- | -------------------------------- | -------------------- | ----------- |
| 2018 | Sarasota    | "L1" - Elouan Le coq                   | "Epicure" - O. Chapuis        | Alessandro Merlino               | Inshore Fleet Racing | [ 1 ]       |
| 2019 | Bermudy     | "Velista71" - Filippo Lanfranchi (ITA) | "Asere" - Tristan Peron (FRA) | Luca Coslovich (ITA)             | Inshore Fleet Racing | [ 2 ]       |
| 2020 | Wirtualnie  | Joan Cardona (ESP)                     | CNS - Ramón Parejo (ESP)      | "Déjà Vu" - Mike O'Donovan (GBR) | Inshore Fleet Racing | [ 3 ] [ 4 ] |